# Ernst Linder
 (mai 2017).
Si vous disposez d'ouvrages ou d'articles de référence ou si vous connaissez des sites web de qualité traitant du thème abordé ici, merci de compléter l'article en donnant les références utiles à sa vérifiabilité et en les liant à la section « Notes et références ».
Pour les articles homonymes, voir Linder.
Ernst Linder (25 avril 1868, Pohja, Empire russe – 14 septembre 1943, Stockholm) était un général suédois d'origine finlandaise, qui servit au sein de l'armée suédoise puis de l'armée finlandaise, entre 1887 et 1940. Cavalier émérite, il s'illustra également dans les compétitions internationales d'équitation, remportant la médaille d'or de l'épreuve de dressage des Jeux olympiques de 1924.

## Biographie

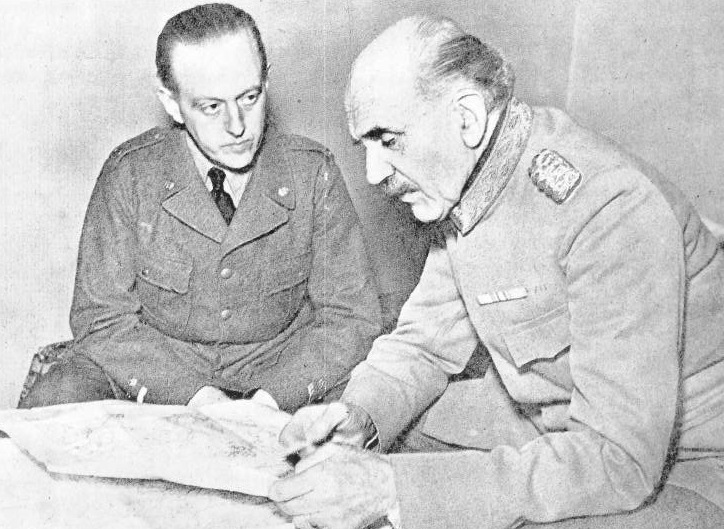
Le général Ernst Linder, commandant du Corps des Volontaires suédois, et son chef d'état-major Carl August Ehrensvärd, à Tornio.

Ernst Linder est issu de la petite noblesse suédoise, et sa famille tisse ses liens jusqu'en Westphalie. Son père, Christoffer Alexander Ernst Linder, également connu sous le nom d'Ernst Linder l'Ancien, fut un homme politique et un marchand prospère finlandais.
Linder passe son examen d'entrée dans l'armée en 1887, son examen d'officier en 1889, et entre à l'école des cadets de Stockholm dont il suit les cours entre 1892 et 1894. Il fait carrière dans l'armée suédoise entre 1887 et 1918, puis au sein de l'armée finlandaise lors de la Guerre civile finlandaise. Il commande alors des troupes finlandaises, tandis que les volontaires venant du royaume de Suède combattent sous le commandement de Harald Hjalmarson, au sein de la Brigade suédoise.
Durant ce conflit, il passe colonel début 1918 et il est promu major-général le 13 avril 1918. Il commande le groupe d'armées Satakunta, dont le périmètre d'action s'étend de la côte occidentale de la Finlande sur le golfe de Botnie jusqu'au lac Näsijärvi.
Après le conflit, il reprend du service comme inspecteur de cavalerie au sein de l'armée finlandaise, du 12 décembre 1918 au 24 juillet 1919.
De fait, Linder était un grand cavalier. Il prend part jeux olympiques de Paris en 1924. Sur sa monture Piccolomino, il remporte l'épreuve de dressage individuel, rapportant à la Suède une de ses quatre médailles d'or de ces Jeux.
Par la suite, il passe lieutenant-général en 1938, puis général de cavalerie de l'armée finlandaise en 1940.
Durant la Guerre d'hiver opposant la Finlande et l'Union soviétique, le général de 71 ans est rappelé pour conduire au combat le Corps des Volontaires suédois, seule assistance d'importance reçue par la Finlande durant le conflit. Il prend son commandement le 6 janvier 1940, relevant à cette fonction de facto Magnus Dyrssen, et le laisse le 24 ou 27 février suivant, lors de la cessation des hostilités. Il devient alors commandeur militaire de la région de Salla, entre le 28 février et le 26 avril 1940.
Linder était l'ami et le beau-frère du commandant des forces finlandaises, le maréchal Carl Gustaf Emil Mannerheim.
Linder est enterré au Norra begravningsplatsen, cimetière de Stockholm.

## Distinctions
- Chevalier de l'ordre de Dannebrog
- Commandeur de 1re classe de l'ordre de la Rose blanche de Finlande
- Chevalier de la Légion d'honneur
- Officier de l'ordre du Mérite agricole